# Руданское
Руда́нское (укр. Руданське) — село на Украине, находится в Шаргородском районе Винницкой области.
Код КОАТУУ — 0525387201. Население по переписи 2001 года составляет 1261 человек. Почтовый индекс — 23515. Телефонный код — 4344.
Занимает площадь 32,25 км².

## История
Названо в честь украинского поэта, переводчика и драматурга Степана Васильевича Руданского.

## Религия
В селе действует Свято-Успенский храм Шаргородского благочиния Могилёв-Подольской епархии Украинской православной церкви.

## Адрес местного совета
23515, Винницкая область, Шаргородский р-н, с. Руданское